# Cash-and-carry-Klausel
Die Cash-and-carry-Klausel ist ein US-amerikanisches Ergänzungsgesetz vor und während des Zweiten Weltkrieges.

## Geschichte
In der Vorkriegszeit der 1930er Jahre hatten die USA, beeinflusst von der Tätigkeit des Nye Committee, eine Reihe von Neutralitätsgesetzen verabschiedet. Das Neutralitätsgesetz sollte 1937 auslaufen und es begann vor dem Hintergrund der Wirtschaftsdepression, der Embargos im Rahmen des spanischen Bürgerkriegs und des Abessinienkriegs die Debatte über ein zeitgemäßeres und dauerhafteres Neutralitätsgesetz. Allein Waffen, Munition, Anleihen und Privatreisen einem Embargo zu unterwerfen war nicht ausreichend und andererseits waren Farmer und Arbeiter gegen die Einschränkung von Exporten eingestellt und Präsident Roosevelt wünschte seinerseits präsidialen Entscheidungsspielraum bei der Verhängung von Embargos. Weiterhin sah man eine Gefahr, dass amerikanische Schiffe und Kredite, die an Exporten in Kriegsgebiete beteiligt wären, verloren gehen könnten. Im November 1937 änderte der amerikanische Kongress die Neutralitätsgesetze. Der Präsident durfte künftig die Einschränkungen des Neutralitätsgesetzes auf kriegführende Staaten verhängen und für Zivilgüter den Verkauf bei sofortiger Bezahlung und Abtransport (cash and carry) durch nichtamerikanische Schiffe erlauben.
Das Gesetz war zunächst auf zwei Jahre bis zum 1. Mai 1939 befristet, wurde dann aber am 5. September 1939 verlängert und die Klausel auch auf Waffen und Munition ausgeweitet.